# Dreanovo, Plovdiv
Dreanovo (în bulgară Дряново) este un sat în comuna Lăki, regiunea Plovdiv,  Bulgaria. 

## Demografie
Componența etnică a satului Dreanovo
     Bulgari (97,88%)
     Nicio identificare (2,11%)
     Altele (0%)
La recensământul din 2011, populația satului Dreanovo era de 189 locuitori. Din punct de vedere etnic, majoritatea locuitorilor (97,88%) erau bulgari. Pentru 2,11% din locuitori nu este cunoscută apartenența etnică.